# 松本麻子
松本 麻子（まつもと あさこ、1969年 - ）は、日本の中世文学研究者。東京都生まれ。聖徳大学文学部文学科教授。学位は、博士（文学）（青山学院大学・2009年）（学位論文「連歌文芸の展開―表現および地方連歌壇―」）。

## 学歴
- 1998年3月　青山学院大学大学院文学研究科（日本文学・日本語専攻）博士前期課程（文学専攻）修了
- 2002年3月　青山学院大学大学院文学研究科（日本文学・日本語専攻）博士後期課程（文学専攻）満期退学

## 職歴
- 2006年4月～2013年3月　青山学院大学文学部兼任講師
- 2009年4月～2013年3月　成蹊大学・東京都市大学・聖学院大学にて非常勤講師
- 2013年4月　いわき明星大学人文学部表現文化学科特任准教授、白百合女子大学非常勤講師
- 2015年4月　いわき明星大学教養学部地域教養学科准教授（人文学部兼務）、白百合女子大学非常勤講師
- 2019年4月　医療創生大学（旧いわき明星大学）教養学部地域教養学科教授
- 2020年4月　聖徳大学文学部文学科教授、白百合女子大学非常勤講師

## 著書・共著書
- 源氏作例秘訣 源氏物語享受歌集成 浅田徹編 山本啓介他共著 青簡社 2008
- 文芸会席作法書集 廣木一人共編　風間書房 2008
- 新撰菟玖波集全釈 第四巻～第九巻 奥田勲、岸田依子、廣木一人、宮脇真彦編 岡﨑真紀子、永田英理他共著 三弥井書店 2009
- 古事談抄全釈 浅見和彦編 伊東玉美、山本啓介他共著 笠間書院 2010
- 連歌辞典 廣木一人編 永田英理共著 東京堂出版 2010
- 連歌文芸の展開 風間書房 2011
- 歌枕辞典 廣木一人編 東京堂出版 2013